# Timochares
Timochares is een geslacht van vlinders van de familie dikkopjes (Hesperiidae), uit de onderfamilie Pyrginae.

## Soorten
- T. ruptifasciata (Plötz, 1884)
- T. trifasciata (Hewitson, 1868)